# Ngawa (Kreis)
| Tibetische Bezeichnung                |
| ------------------------------------- |
| Tibetische Schrift: རྔ་བ་རྫོང            |
| Wylie-Transliteration: rnga ba rdzong |
| Chinesische Bezeichnung               |
| Vereinfacht: 阿坝县                   |
| Pinyin:Ābà Xiàn                       |

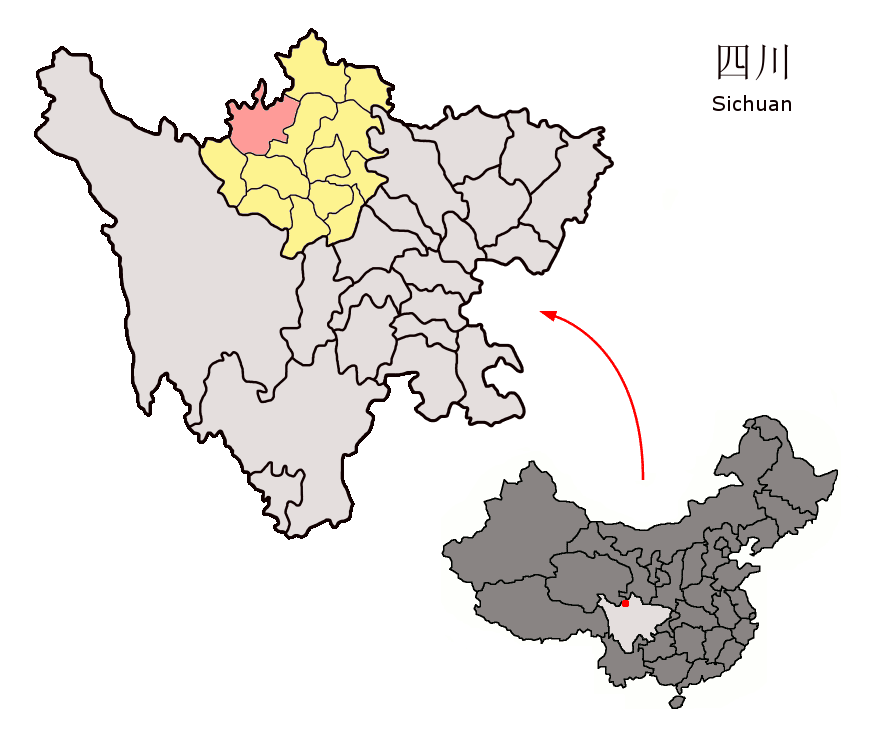
Kreis Aba/Ngawa
autonomer Bezirk Ngawa
Sichuan
China

Ngawa (chinesisch 阿坝县, Pinyin Ābà Xiàn, tibetisch རྔ་བ་རྫོང) ist ein Kreis des Autonomen Bezirks Ngawa der Tibeter und Qiang im Norden der chinesischen Provinz Sichuan. Sein Hauptort ist die Großgemeinde Ngawa. Er hat eine Fläche von 10.120 Quadratkilometern und zählt 80.467 Einwohner (Stand: Zensus 2020).

## Administrative Gliederung
Auf Gemeindeebene setzt sich der Kreis aus drei Großgemeinden und sechzehn Gemeinden zusammen. Diese sind (Pinyin/chin.)
- Großgemeinde Ngawa (chinesisch 阿坝镇)
- Großgemeinde Mai'erma 麦尔玛镇
- Großgemeinde Jialuo 贾洛镇

- Gemeinde Warma 哇尔玛乡
- Gemeinde Maikun 麦昆乡
- Gemeinde Hezhi 河支乡
- Gemeinde Longzang 龙藏乡
- Gemeinde Qiujima 求吉玛乡
- Gemeinde Jiarduo 甲尔多乡
- Gemeinde Gemo 各莫乡
- Gemeinde Dêgê 德格乡
- Gemeinde Siwa 四洼乡
- Gemeinde Andou 安斗乡
- Gemeinde Kehe 柯河乡
- Gemeinde Kuasha 垮沙乡
- Gemeinde Anqiang 安羌乡
- Gemeinde Chali 查理乡
- Gemeinde Rongan 茸安乡
- Gemeinde Luoerda 洛尔达乡

## Ethnische Gliederung der Bevölkerung (2000)
Beim Zensus im Jahr 2000 hatte der Kreis Ngawa 62.312 Einwohner.
| Name des Volkes | Einwohner | Anteil |
| --------------- | --------- | ------ |
| Tibeter         | 56.516    | 90,7 % |
| Han             | 3.669     | 5,89 % |
| Hui             | 1.795     | 2,88 % |
| Qiang           | 290       | 0,47 % |
| Miao            | 15        | 0,02 % |
| Mongolen        | 8         | 0,01 % |
| Manju           | 5         | 0,01 % |
| Sonstige        | 14        | 0,02 % |

## Selbstverbrennungen
Seit dem Jahr 2011 wurde aus Ngawa über verschiedene Fälle von Selbstverbrennung durch tibetische Mönche berichtet. Den Fall des Mönchs Puthsok vom 16. März 2011 schilderte der heute (2015) inhaftierte Rechtsanwalt Xu Zhiyong 2012 in China Change.